# Марк Ливий Дентер
Марк Ливий Дентер (на латински: Marcus Livius Denter) e политик на Римската република и първият от плебейския си род Ливии, който става консул.
През 302 пр.н.е. Дентер е консул с Марк Емилий Павел. През 299 пр.н.е. той e понтифекс и става претор на Публий Деций Муз